# Хромов, Олег Ростиславович
Оле́г Ростисла́вович Хро́мов (род. 28 апреля 1962, Москва) — российский историк искусства, специалист в области истории книги. Доктор искусствоведения, профессор кафедры истории и теории церковного искусства Московской духовной академии, академик РАХ по Отделению искусствознания с 2013 года.

## Биография
Окончил Московский государственный институт культуры (1984), учился у С. П. Гараниной. В 1984—1989 годах работал редактором, затем заведующим сектором отечественного комплектования в Библиотеке по естественным наукам АН СССР .
Аспирант Московского полиграфического института (1989—1991), защитил кандидатскую диссертацию по историческим наукам «Историография русской народной картинки». Методист, старший научный сотрудник, заведующий филиалом «Церковь Покрова в Филях» в Центральном музее древнерусского искусства и культуры им. Андрея Рублева (1989—1997), в 1994—1996 годах проходил докторантуру МГУП, защитил диссертациюпо искусствоведению «Русская лубочная книга XVI—XIX в.». Заведующий отделом гравюры и рисунка в ГМИИ им. А.С. Пушкина (1997—2000), главный научный сотрудник научно-исследовательского отдела книговедения Российской государственной библиотеки (2000—2005), заведующий отделом словаря художников в НИИ теории и истории изобразительных искусств РАХ (2005).
Преподавал в Московском государственном полиграфическом институте (1989—1998), профессор кафедры реставрации в Российском государственном гуманитарном институте (1998—2011), заведовал кафедрой истории искусств в Академии живописи, ваяния и зодчества Ильи Глазунова (2000—2001). Эксперт по культурным ценностям (печатная и оригинальная графика, рукописная и печатная книга) Министерства культуры РФ (2010), член Президиума РАХ (с 2011).
Автор более 200 публикаций, посвященных истории искусства книги и гравюры. Ответственный редактор и основатель ежегодника «Книга в пространстве культуры» (2005—2010).

## Основные работы
Книги
- «Русская лубочная книга XVII—XIX веков. Описание коллекции отдела редких книг Государственной публичной исторической библиотеки России» (М., 1994, в соавт. с О. М. Наумук);
- «Описание Иерусалима» Симеона Симоновича и Христофора Жефаровича в русских лубочных изданиях" (Сводный каталог книг, хранящихся в московских собраниях и исследования. М., 1996, в соавт. с Н. А. Топурия);
- «Гравюра Греческого мира, каталог выставки в Центральном музее древнерусского искусства» (М., 1997, сост., вступительная статья, совм. с Н. И. Корнеевой);
- Русская лубочная книга XVII—XIX веков. — М.: Памятники ист. мысли, 1998.
- «Русская цельногравированная лубочная книга. Исследования по истории книжной культуры и технике производства» (М., 1998);
- «Духовные Светочи России. Портреты, иконы, автографы выдающихся деятелей Русской Церкви конца XVII — начала XX веков» (М., 1999, соавт.-сост. Я. Э. Зеленина);
- «Афанасий Куликов. Книга о художнике» (М., 2000);
- «Прогулки по Санкт-Петербургу: Акварели. Гравюры. Литографии» (М., 2002);
- «Венок Ровинскому» (М., 2003, составление, статья, указатели, подготовка текста и комментарии к монографии В. Я. Адарюкова «Д. А. Ровинский»)
- «Дмитрий Александрович Ровинский и его „Русские народные картинки“» (М., 2003);
- «Русская гравюра на меди второй половины XVII — первой трети XVIII вв. (Москва, Санкт-Петербург). Описание коллекции отдела изоизданий Российской государственной библиотеки» (М., 2004, в соавт. с М. Е. Ермаковой);
- «Прогулки по старому городу. Москва» (М., 2006);
- «Коллекция русских цельногравированных книг XVIII—XIX веков Научной библиотеки Тверского государственного университета» (Тверь, 2009, электронное издание);
- «Цельногравированная книга и гравюра в русских рукописях XVI—XIX веков». Каталог коллекции Ярославского государственного историко-архитектурного художественного музея-заповедника (М., 2011)

Статьи
- Астрология в Древней Руси: (материалы к библиографии) // Древнерусская книжность: (Творчество и деятельность Стефана Пермского, естественнонаучные и сокровенные знания на Руси). М.: Изд-во МГАП, 1995. — С. 132—155;
- Русская живопись XVIII века // «Энциклопедия русской живописи» (М., 2002);
- «В. Н. Масютин. Жизнь и творчество» // Масютин В. Н. Грех [факсимильное издание]. (М., 2005, в соавт. с Д. В. Фоминым);
- Гравюра в истории книги // Обсерватория культуры. — 2016. — Т. 13. № 4. — С. 506—511;
- Гравюра в рукописной книге XVI—XIX вв.: проблемы описания и идентификации // 450 лет «Апостолу» Ивана Федорова. История раннего книгопечатания в России (памятники, источники, традиции изучения). / Российская государственная библиотека, Научно-исследовательский отдел редких книг (Музей книги), Российская библиотечная ассоциация, Секция по особо ценным рукописным документам и редким книгам. 2016. С. 336—343.
- О некоторых редких произведениях печатной графики в фондах отдела рукописей российской государственной библиотеки // Дом Бурганова. Пространство культуры. — 2017. № 4. — С. 46-67.
- Две гравюры Л. К. Бунина в сербской графике XVIII века // Дом Бурганова. Пространство культуры. — 2020. — № 2-16. — С. 100—113.